# Mesures d'éloignement des Roms de nationalité étrangère en France
Pour les articles homonymes, voir Rapatriement.
Les mesures d'éloignement des Roms de nationalité étrangère en France constituent un programme de renvoi à la frontière qui est appliqué aux Roms en situation irrégulière sur le territoire en France. 
Il s'agit notamment du programme initié en juillet 2010 par le gouvernement français pour rapatrier des centaines de Roms roumains et bulgares dans le cadre d'une politique de répression des campements illégaux. Bien que les citoyens bulgares et roumains aient le droit d'entrer en France sans visa, leurs pays d'origine faisant partie de l'Union européenne, les règles d'immigration françaises les obligent à avoir des permis de travail ou un titre de séjour pour rester plus de trois mois en France. En 2010, les trois quarts des 600 à 700 campements tsiganes ont été évacués et la France a expulsé plus de 9 000 Roms d'Europe de l'Est vers leurs pays d'origine (chiffres du ministère de l'Intérieur).
Cette politique a suscité une controverse au sein de l'Union européenne, et la commissaire européenne pour la justice, la liberté et la sécurité Viviane Reding a déclaré lors d'une conférence que la Commission européenne allait prendre des mesures légales contre le gouvernement français au sujet des déportations forcées, ajoutant que c'était « une honte ». La polémique née de ces commentaires a été décrite comme ayant assombri un sommet de l'Union européenne en septembre 2010.
De 2012 à 2013, sous le gouvernement de gauche de François Hollande, les expulsions doublent, passant de 9 000 à plus de 21 000.

## Contexte
Selon certaines associations et journaux, « On compte […] en France environ 15 000 Roms migrants de nationalité roumaine, bulgare, tchèque, slovaque, hongroise, moldave ou des pays de l’ex Yougoslavie (Serbie, Croatie, Kosovo notamment). La plupart d’entre eux ont immigré dans les années 1990, peu après la chute des dictatures communistes. »
Le nombre de Roms en France se situerait entre 20 000 et 25 000. Selon la Dihal il y aurait près de 400 campements illicites dans lesquels vivraient près de 17 000 personnes en 2013, toutes origines ethniques. À ces Roms « visibles » s'ajoutent les « invisibles » qui préfèrent cacher leurs origines de peur d'être stigmatisés. 

### Roms de Roumanie, de Bulgarie et des autres pays de l'Europe de l'Est
La plupart des Roms de Roumanie et Bulgarie sont sédentarisés, salariés, intégrés : en tant que Roms ils sont devenus « invisibles » et on ne les rencontre guère hors de ces pays, mais une « minorité visible » restée semi-nomade pratique le travail à la journée (par exemple dans les vergers à l'époque de la cueillette, ou dans le bâtiment), la mendicité et, pour une très faible fraction, la délinquance (comme exécutants pour des organisations criminelles) : c'est cette minorité qui a commencé à circuler depuis l'entrée de ces deux pays dans l'Union européenne, le 1er janvier 2007, n'ayant plus besoin de visa pour entrer en France et dans les autres « pays riches » d'Occident.
Nicolae Păun, député et porte-parole du parti des Roms de Roumanie (Partida le Romenge) affirme que les trois quarts des Roms de Roumanie sont si intégrés à la société roumaine, qu'ils sont comptés comme Roumains par le recensement de 2012, qui ne reconnaît que 620 000 Roms, alors qu'ils seraient près de deux millions. Nicolae Păun déplore que les médias, tant roumains qu'internationaux, ne donnent la parole qu'aux nationalistes et aux extrémistes, occultant ainsi la bonne intégration, le travail et la culture de la majorité de sa communauté.
À l'encontre de Nicolae Păun, les nationalistes tant roumains que roms ou français, soulignent que l'histoire et les spécificités de la communauté Rom sont distinctes de celles des pays où ils vivent, qui doivent néanmoins en rendre compte : par exemple, le député français Lionnel Luca, oubliant qu'il est lui-même d'origine roumaine, affirmait en 2010 que les Roms de Roumanie y sont tous misérables et persécutés, et que la Roumanie « doit rendre des comptes pour cela », tandis que Manuel Valls, oubliant qu'il est lui-même d'origine catalane et que les Roms ne sont pas forcément tous roumains, déclarait en 2013 que « Les Roms ont vocation à rester en Roumanie ou à y retourner ».

### Roms des pays de l'Est en France
Si une partie de ces Roms pratique le travail à la journée, c'est parce que jusqu'en 2014, les ressortissants de la Bulgarie et de la Roumanie ne sont pas totalement bénéficiaires du principe européen de libre circulation et, pour travailler officiellement, ont besoin d'un titre de séjour et d'une autorisation de travail : c'est ce qui les rend expulsables. De plus, la directive communautaire de 2004 sur la libre circulation des ressortissants de l'UE n'a pas été totalement transposée en droit français, notamment ses dispositions relatives aux garanties accordées aux personnes expulsées (voir Droit des étrangers en France et Convention de Schengen).
Afin de combattre les préjugés ambiants tant contre les Roms, que contre la Roumanie, les instituts culturels roumains à l'étranger s'efforcent de promouvoir la culture rom à travers des conférences, des concerts, des expositions.

## Événements de l'été 2010
Le 16 juillet 2010, la police française abat un jeune français de 22 ans de la communauté des gens du voyage, accusé d'avoir forcé un barrage de police. En représailles, un groupe qui sera identifié comme composé de gens du voyage, attaque et pille le village de Saint-Aignan dans le Centre-Val de Loire. Le maire du village décrit les troubles comme « un règlement de comptes entre les gens du voyage et la gendarmerie ».
Le 30 juillet, le président français Nicolas Sarkozy fait un discours à Grenoble au sujet des événements récents, à Grenoble[précision nécessaire] et à Saint-Aignan. Il déclare à cette occasion : « j'ai demandé au ministre de l'Intérieur de mettre un terme aux implantations sauvages de campements de Roms […] Dans les trois mois, la moitié de ces implantations sauvages auront disparu du territoire français. » Le bureau du président a affirmé que les campements non autorisés étaient des « sources de trafics illicites, d'exploitation des enfants à des fins de mendicité, de prostitution ou de délinquance ». Le journal allemand Der Spiegel estime que cette opération a pour but de « garder le thème de la sécurité au premier plan de sa politique ».
Depuis juillet 2010, au moins 51 campements roms ont été démantelés et évacués, et la France a renvoyé au moins 1230 Roms étrangers, en leur fournissant une aide financière et le billet de retour vers la Roumanie ou la Bulgarie,. Ces opérations étaient déjà souvent menées ces dernières années. Les évènements autour d'un camp à Massy en mars 2010 avaient fait quelque bruit, et, selon Alexandre le Clève, président du collectif hors-la rue, sur l'ensemble de l'année 2009, il y aurait eu 12 000 expulsions de Roms, roumains ou bulgares, soit presque la moitié de l'ensemble des reconduites à la frontière. Début novembre, une évacuation de camp a lieu à Créteil, plusieurs Roms recevant une obligation de quitter le territoire français.
Le 7 octobre 2010, le quotidien Le Monde affirme l'existence d'un fichier de gendarmerie, nommé MENS (pour « Minorités étrangères non sédentarisées »), rassemblant des informations sur l'origine ethnique des personnes, en particulier les Roms. Le même jour, le site Rue89 apporte des éléments tendant à prouver l'existence de ce fichier. Devant les dénégations, le site apporte de nouvelles informations et ajoute : « Combien de temps encore l'OCLDI, la gendarmerie nationale et le ministère de l'Intérieur pourront-ils nier l'évidence ? ». La CNIL a alors effectué un contrôle, lors duquel elle n'a pas découvert un tel fichier, tout en relevant que plusieurs traitements de données utilisaient la mention MENS. Le 8 octobre, Libération révèle que des gendarmes ont effectué des prélèvements d'ADN sur les occupants d'un campement illégal, dans le cadre d'un « recensement ».
Le 29 septembre, la Commission européenne avait demandé à la France pour le 15 octobre des garanties au sujet de la légalité des expulsions de Roms. Le porte-parole du ministère des affaires étrangères a assuré que la France allait modifier son droit national pour entrer en conformité avec la législation européenne.
Le 7 octobre, quatre associations portent plainte contre X au sujet du fichage supposé des Roms par la gendarmerie. Huit autres associations déposent une nouvelle plainte contre la France pour « violation du droit communautaire en matière de libre circulation des personnes ». 
La nuit du 27 octobre, un camp de Roms dans les Yvelines est attaqué par des hommes armés et habillés comme des policiers, qui leur volent leurs papiers d'identité. À Lyon, le 19 novembre 2010, des policiers jettent une bombe lacrymogène dans un squat, provoquant l'hospitalisation d'un bébé de cinq jours, d'un enfant de deux ans et d'une adolescente de 17 ans.
Un amendement passé le 10 septembre 2010 dans un projet de loi du gouvernement, LOPPSI 2, prévoyait d'expulser en l’absence du juge les habitants installés de manière « illicite ». Cet amendement est invalidé par le Conseil constitutionnel le 10 mars 2011.

### Réactions internationales
Le 20 août, le secrétaire du Conseil pontifical pour la pastorale des migrants et des personnes en déplacement, Agostino Marchetto, a déclaré à l’AFP que : « les expulsions en masse de Roms vont à l’encontre des normes européennes ». Ces propos de l'Église catholique romaine ont suscité plusieurs réactions dans la classe politique française.
Le 27 août 2010, le Comité pour l'élimination de toutes les formes de discrimination raciale (CERD) de l'ONU demande à la France de « garantir l'accès des Roms à l'éducation, à la santé, au logement et autres infrastructures temporaires dans le respect du principe d'égalité » et se demande pourquoi elle n'a « toujours pas mis à la disposition des gens du voyage le nombre nécessaire d'aires d'accueil conformément à la loi du 5 juillet 2000 dite loi Besson ».
Le 6 septembre, le président de la Commission européenne, José Manuel Durão Barroso, a fait un discours généralement interprété comme une critique de la politique française. Il dit entre autres : « Tout Européen doit respecter la loi et les gouvernements doivent respecter les droits de l'homme, y compris ceux des minorités. Le racisme et la xénophobie n'ont pas leur place en Europe ». Le 9 septembre, le Parlement européen se déclare « vivement préoccupé par les mesures prises par les autorités françaises et les autres États membres » et a critiqué « le manque d'engagement du Conseil et de la Commission dans cette affaire ». Dans une résolution déposée par la S&D, l'ADLE, le Groupe des Verts/Alliance libre européenne et la GUE/NGL, et adoptée par 337 votes contre 245 avec 51 abstentions, le Parlement a déclaré que les membres des États en question devaient immédiatement « suspendre les expulsions de Roms ». 
Le président roumain Traian Băsescu a critiqué la politique française envers les Roms.
Plus tard, la commissaire européenne pour la justice Viviane Reding a parlé de déportations en disant que c'était « une honte ». Elle dit encore : « Je pensais que l'Europe ne serait plus le témoin de ce genre de situation après la Seconde Guerre mondiale ». Sa réaction était due à la dissimulation par la France d'une circulaire datée du 5 août et envoyée par le directeur de cabinet du ministère de l'Intérieur aux chefs de police régionaux, qui donnait pour instruction : « 300 campements ou implantations illicites devront avoir été évacués d'ici trois mois, en priorité ceux des Roms »,
.
Le 15 septembre, l'administration des États-Unis a aussi exprimé son inquiétude sur le sort des Roms par la voix de la diplomatie américaine.
Le même jour, Viviane Reding tempère sa précédente déclaration et dit entre autres : « Je n'ai en aucun cas voulu établir un parallèle entre la Deuxième Guerre mondiale et les actions du gouvernement français d'aujourd'hui ».
Pourtant, le conflit entre le gouvernement français et la commission européenne est supposé avoir éclipsé le sommet européen du lendemain 16 septembre,. Le président français a répondu aux paroles de Viviane Reding que sa politique était la bonne et qu'il la poursuivrait, et devant les sénateurs UMP, il a suggéré que le Luxembourg, pays de Viviane Reding, accueille les Roms expulsés,. Le ministre luxembourgeois des affaires étrangères, Jean Asselborn, a jugé ces derniers propos « malveillants ». 
La chancelière allemande Angela Merkel a soutenu la politique de la France et critiqué les paroles de la commissaire européenne, tout en démentant l'affirmation de Nicolas Sarkozy selon laquelle ils auraient parlé entre eux de l'expulsion des Roms d'Allemagned'origine bulgare ou roumaine[réf. nécessaire], mais seulement des expulsions allemandes des Roms du Kosovo[pas clair][réf. nécessaire].
Une partie de la presse allemande a vu dans la politique actuelle de Nicolas Sarkozy une « dérive populiste ». En Bulgarie, à l'appel de plusieurs associations, 150 Roms bulgares ont manifesté le 18 septembre devant l'ambassade de France à Sofia.

## Poursuite de la même politique sous l'ère Hollande
Le 21 janvier 2013, le Comité européen des droits sociaux (CEDS) condamne la France pour violation des droits inscrits dans la Charte européenne des droits sociaux révisée (CEDSR) concernant les droits des Roms au logement, à l’hébergement, à l’éducation de leurs enfants, à l’assistance sociale et médicale, au droit à la protection de la santé. Il s'agit de la quatrième condamnation de la France à ce sujet.
Le 25 septembre 2013, Viviane Reding a dû à nouveau dénoncer les propos tenus par Manuel Valls et par Éric Ciotti, stigmatisant les Roms dans leur ensemble comme une population « refusant l'intégration » et « n'ayant pas vocation à être en France », et la Roumanie et Bulgarie comme étant « responsables » de cette situation, ce qui a fait dire à divers commentateurs que « chaque fois qu'un pouvoir veut faire oublier les vrais problèmes, les Roms font des boucs émissaires faciles et des cobayes d'une politique sécuritaire » et que « les discours ghettoïsants diffusant du F.N. aussi bien à droite qu'à gauche, suivent tous le même schéma : "chacun dans sa réserve et tout ira bien", les arabes marseillais ne devraient pas sortir des quartiers nord de Marseille, les Roms ne devraient pas sortir des pays de l'Est et, peut-être, les catalans ne devraient pas sortir de Catalogne ».
Dans un rapport  de septembre 2013 Amnesty International "constate que les populations roms migrantes continuent à être victimes d’expulsions forcées ; elles continuent à être chassées de leurs lieux
de vie de façon répétitive sans être consultées, informées et relogées de façon adéquate, en infraction avec des engagements internationaux pris par la France." 
Le gouvernement a procédé en 2013 à un nombre record d'évacuations de campements roms, 165 au total, avec près de 20 000 personnes expulsées, deux fois plus qu'en 2012, selon le rapport présenté le 14 janvier 2014 par la Ligue des droits de l'homme LDH et l'European Roma Rights Center . Selon l'association PEROU une évacuation, comme celle de Ris-Orangis en décembre 2013, coûte 125 000 euros.
Le 31 décembre 2013 marque la fin de la "période transitoire" imposée aux ressortissants roumains et bulgares par le traité d'adhésion de leurs deux pays à l'Union européenne du 25 avril 2005. Ces ressortissants ne sont plus obligés de passer par la procédure de l'autorisation préalable de travail pour occuper un emploi salarié. Cependant les préfectures peuvent "continuer à notifier des refus de séjour accompagnés d'une mesure d'éloignement, estimant que les personnes concernées sont des « inactifs » ne démontrant pas réunir les deux conditions exigées pour prétendre à un droit au séjour : ressources suffisantes et assurance maladie."